# Cryptophelenchus cryptus
Cryptophelenchus cryptus är en rundmaskart. Cryptophelenchus cryptus ingår i släktet Cryptophelenchus och familjen Aphelenchidae. Inga underarter finns listade i Catalogue of Life.